# Котласлаг
Котласлаг — советский лагерь системы ГУЛАГ в городе Котлас.

## История
6 июня 1931 года был образован Котласский пересыльный пункт Усть-Вымского ИТЛ ОГПУ. Его профилем было хранение, транспортировка грузов в лагеря Коми АССР и переотправка этапов заключённых.
С 1938 года Котласская пересылка являлась самостоятельным учреждением ГУЛАГа.
С мая 1940 года пересыльный пункт преобразован в Котласский отдел Главного управления лагерей железнодорожного строительства ГУЛЖДС. С этого времени количество заключённых составляло от 6 до 7 тысяч.:с. 411

## Известные заключенные
- Марголин, Юлий Борисович